# Bitwa nad jeziorami mazurskimi (1915)
Bitwa nad jeziorami mazurskimi, II bitwa nad jeziorami mazurskimi (niem. Winterschlacht in Masuren – „bitwa zimowa na Mazurach”) – niemiecka operacja wojskowa rozpoczęta 7 lutego 1915 roku, zmierzająca do wyparcia sił rosyjskich okupujących wschodnie krańce Prus Wschodnich oraz udzielenia wsparcia Austriakom walczącym na południu, poprzez związanie walką znacznych sił nieprzyjaciela. Natarcie przeprowadzone z zaskoczenia, w silnej zamieci śnieżnej, początkowo odniosło znaczne sukcesy: okrążono i  rozbito XX Korpus rosyjski. Jednakże przeciwnatarcie z 22 lutego zatrzymało postępy wojsk niemieckich, po czym front na odcinku północnym ustabilizował się.